# نبرد میناتوگاوا
نبرد میناتوگاوا (به ژاپنی: 湊川の戦い Battle of Minatogawa) نبردی بود که ۵ ژوئیه در سال ۱۳۳۶ بین نیروهای امپراتور گودای گو و شوگون‌سالاری آشیکاگا در نزدیک رود میناتو در ولایت ستسو امروزه کوبه (شهر) در استان هیوگو، واقع شد.
نیروهای امپراتوری وفادار به امپراتور گودایگو با رهبری کوسونوکی ماساشیگه و نیتا یوشیسادا تلاش کردند تا جلوی حرکت نیروهای خاندان آشیکاگا به کیوتو، تحت رهبری آشیکاگا تاکائوجی را ولایت ستسو بگیرند. خاندان آشیکاگا پس از تحکیم نیروهای خود در نبرد تاتاراهاما از کیوشو حمله را آغاز کرد و از خشکی و دریا به نیروی امپراتوری در رودخانه میناتو حمله کرد. نیروهای امپراتوری توسط آشیکاگا محاصره و منهدم شدند، کوسونوکی در این نبرد کشته شد و باعث شد نیتا یوشیسادا عقب‌نشینی کند، و خاندان آشیکاگا امکان آن را پیدا کرد تا به پیشروی به سمت کیوتو ادامه دهد.
نبرد میناتوگاوا یک شکست بزرگ برای وفاداران به امپراتوری بود اما در اساطیر ژاپن کوسونوکی به دلیل وفاداری به امپراتور با آگاهی از مرگ و شکست قطعی نشان داد، مشهور شد.

## زمینه
این دوره در تاریخ ژاپن با نام دوره نان‌بوکو-چو شناخته می‌شود. کشور به دو دربار شمالی و جنوبی تقسیم شد. دربار شمالی زیر نفوذ خاندان آشیکاگا بود و دربار جنوبی از امپراتور گودای‌گو حمایت می‌کرد.
امپراتور گودای‌گو ۱۲۸۸ - ۱۳۳۹) نود و ششمین امپراتور ژاپن بود. در دوران تجدید حیات کن‌مو (۱۳۳۶–۱۳۳۳) امپراتور گودای‌گو تلاش کرد تا با به کار گماردن نجبای وابسته به خاندان پادشاهی، حکومتی غیرنظامی تشکیل داده و به ۱۴۸ سال حکومت نظامیان در دوره کاماکورا پایان دهد.
در فوریه ۱۳۳۶، شکست خاندان یاغی خاندان آشیکاگا در یکی از جنگ‌های دوره نان‌بوکو-چو، آشیکاگا تاکائوجی را مجبور کرد تا از کیوتو به کیوشو فرار کند. با این موقعیت خلأ قدرت، ژنرال ارشد کوسونوکی ماساشیگه در دربار امپراتوری در کیوتو تلاش کرد که امپراتور را متقاعد کند که به دنبال صلح با آشیکاگا باشد. با این حال، با اعتقاد به اینکه خطر خاندان آشیکاگا می‌تواند برطرف شود، گو-دایگو حاضر به صلح نشد و به نیتا یوشیسادا دستور داد تا نیروها را برای شکست دادن ارتش آشیکاگا جمع کند. طبق دستور یوشیسادا مبارزات خود را آغاز کرد. اما هنگامی که آکاماتسو نوریمورا در کنار آشیکاگا قرار گرفت، وی برای دفاع از «قلعه شیروهاتا» در ولایت هاریما به محاصره طولانی مدت برای دفاع از «قلعه شیروهاتا» کشانده شد. با حواس‌پرتی نیروهای امپراتوری در محاصره قلعه، آشیکاگا وقت داشت تا با پیروزی در نبرد تاتاراهاما (۱۳۳۶) در برابر وفاداران به امپراتوری مجدداً نیروهای خود را جمع و یکپارچه کند. یوشیسادا از پیشروی آشیکاگا تاکائوجی مطلع شد و به محاصره در قلعه شیروهاتا پایان داد و تلاش کرد تا با عقب‌نشینی به استان هیوگو موقعیت دفاعی بهتری در برابر حمله آشیکاگا پیدا کند.